# 克拉默斯 (伊利諾伊州)
克拉默斯（英語：Cramers）是位於美國伊利諾伊州皮奧里亞縣的一個非建制地區。該地的面積和人口皆未知。

## 地理
克拉默斯的座標為40°41′28″N 89°56′49″W / 40.69111°N 89.94694°W，而該地的平均海拔高度為232米（即761英尺）。